# Mingo Bile
Régio Francisco Congo Zalata, noto come Mingo Bile (Luanda, 15 giugno 1987), è un calciatore angolano, difensore del Primeiro de Agosto e della Nazionale angolana.

## Carriera

### Club
Ha sempre giocato in club angolani.

### Nazionale
Ha esordito con la nazionale angolana nel 2010. Ha preso parte alla Coppa d'Africa 2012 e alla Coppa d'Africa 2013.